# Mikaševičy
Mikaševičy (bělorusky Мікашэвічы, rusky Микашевичи – Mikaševiči, polsky Mikaszewicze) je město v Brestské oblasti v Bělorusku. K roku 2018 v něm žilo přes dvanáct tisíc obyvatel.

## Poloha a doprava
Mikaševičy leží na říčce Balchvě, přítoku Sluče v povodí Dněpru, jen několik kilometrů severozápadně od ústí Sluče do Pripjati. Patří do Luniněckého rajónu.
Ve městě je nádraží na železniční trati z Brestu do Mazyru. Severně od města prochází dálnice M10 vedoucí v západovýchodním směru skoro přes celý jih Běloruska.

## Dějiny
První zmínka je z roku 1785.
V roce 1919 se zde konala sovětsko-polská jednání v rámci polsko-sovětské války. V meziválečném období pak připadly Mikaševičy druhé Polské republice.
V roce 1939 obsadil v rámci sovětské invaze do Polska Mikaševičy Sovětský svaz, který je začlenil do Běloruské sovětské socialistické republiky. V roce 1941 v rámci operace Barbarossa obsadilo Mikaševičy nacistické Německo a Rudá armáda jej dobyla zpět až v roce 1944.
Od roku 2005 jsou Mikaševičy městem.

### Rodáci
- Svjatlana Cichanouská (*1982), běloruská politička a aktivistka, hlavní opoziční kandidátka na prezidentku Běloruska ve volbách roku 2020

## Sport
Zdejší klub FK Hranit Mikaševičy hraje běloruskou fotbalovou Pervaju ligu.